# Artur Gačinskij
Artur Andreevič Gačinskij (in russo Артур Андреевич Гачинский?; Mosca, 13 agosto 1993) è un ex pattinatore artistico su ghiaccio russo.

## Palmarès
| Internazionali | Internazionali | Internazionali | Internazionali | Internazionali | Internazionali | Internazionali | Internazionali | Internazionali | Internazionali |
| Evento | 2007–08        | 2008–09        | 2009–10        | 2010–11        | 2011–12        | 2012–13        | 2013–14        | 2014–15        | 2015–16        |
| --- | -------------- | -------------- | -------------- | -------------- | -------------- | -------------- | -------------- | -------------- | -------------- |
| Campionati mondiali |                |                |                | 3°             | 18°            |                |                |                |                |
| Campionati europei |                |                |                | 5°             | 2°             |                |                |                |                |
| GP Cup of China |                |                |                |                | 5°             |                |                |                |                |
| GP Rostelecom Cup |                |                |                | 6°             | 5°             | 7°             | 6°             | 8°             | R              |
| GP Skate America |                |                |                | 6°             | 5°             |                | 8°             | 9°             |                |
| GP Skate Canada |                |                |                | 7°             |                | 9°             |                |                |                |
| Universiadi |                |                |                |                |                |                |                | 3°             |                |
| Finlandia Trophy |                |                |                | 1°             |                |                | 3°             |                |                |
| Cup of Nice | 1° J.          |                | 1°             | 1°             |                |                |                |                |                |
| Golden Spin |                | 8°             |                |                |                |                | 2°             |                |                |
| Triglav Trophy |                |                |                |                |                | 1°             |                |                |                |
| Internazionali: Junior |                |                |                |                |                |                |                |                |                |
| Campionati mondiali |                |                | 3°             |                |                |                |                |                |                |
| JGP Finale | 8°             | 8°             | 6°             |                |                |                |                |                |                |
| JGP Bielorussia |                |                | 1°             |                |                |                |                |                |                |
| JGP Estonia | 2°             |                |                |                |                |                |                |                |                |
| JGP Germania | 4°             |                | 2°             |                |                |                |                |                |                |
| JGP Spagna |                | 2°             |                |                |                |                |                |                |                |
| JGP Gran Bretagna |                | 4°             |                |                |                |                |                |                |                |
| Nazionali |                |                |                |                |                |                |                |                |                |
| Campionati russi | 9°             | 10°            | 13°            | 2°             | 2°             | 4°             | 6°             | 6°             |                |
| Campionati russi junior |                | 2°             | 1°             |                |                |                |                |                |                |
| Eventi a squadre |                |                |                |                |                |                |                |                |                |
| Japan Open |                |                |                |                | 2° S (2° P)    |                |                |                |                |
| GP = Grand Prix; JGP = Junior Grand Prix; R = Ritirato S = Risultato della squadra; P = Risultato personale; Medaglie assegnate solo per il risultato della squadra. |                |                |                |                |                |                |                |                |                |